# Vavřincův kanál
Vavřincův kanál je umělý, občasný vodní tok VII. řádu na Záhoří, v katastru obce Jakubov v okrese Malacky. Jeho celková délka činí 553  metrů a plocha odtokové oblasti asi 0,709 km². Jeho koryto vzniká 725 metrů od „Dolečkovy“ asfaltové cesty z Jakubova do Gajar uprostřed velkého pole, kterému se říká „Prostřední pole“ (150 m n. m.) v nadmořské výšce 149 m n. m. a ústí do Borinského kanálu v nadmořské výšce 146 m n. m., 185 metrů od zmiňované cesty.

## Historie a výstavba
Vavřincův kanál byl vystavěn v průběhu třetí etapy melioračních prací v obci Jakubov v roce 1962. Jeho výstavbou byla odvodněna zamokřená půda, která se mohla začít zemědělsky využívat. Výstavba kanálu vyšla celkem 268 104 Kčs.

## Popis toku
Tok je od vzniku po ústí jedna úsečka směřující skoro přesně na západ. Dno je volné, bahnité, nevydláždené, na březích rostou stromy a keře. Na toku se nenachází žádné přemostění.